# Breaking Up the Girl
«Breaking Up the Girl» es el tercer sencillo del disco Beautifulgarbage de la banda Garbage. En los Estados Unidos fue el segundo y último sencillo del disco, lanzado en simultáneo con la película de MTV "Is It College Yet?".
"Breaking Up the Girl" es uno de los singles de Garbage menos exitosos de todos los tiempos. Fue lanzado comercialmente en abril de 2002 y tuvo malas críticas, no llegó a entrar al Billboard Hot 100 y duró apenas dos semanas en la lista de éxitos de Reino Unido (dónde llegó al número 27). En Australia es donde más éxito tuvo, llegando al número 19.

## Lista de canciones
| - UK CD1 Mushroom MUSH101CDS 1. «Breaking Up the Girl» - 3:33 2. «Candy Says» - 4:03 3. «Breaking Up the Girl» (Brothers In Rhythm Therapy mix) 10:44 4. «Breaking Up the Girl» (Video) - UK CD2 Mushroom MUSH101CDSX 1. «Beaking Up the Girl» - 3:33 2. «Happiness Pt. 2» - 5:57 3. «Breaking Up the Girl» (Timo Maas remix) - 6:42 - UK CD3 Mushroom MUSH101CDSXXX 1. «Breaking Up the Girl» (Acoustic version) - 3:20 2. «Confidence» - 3:09 3. «Cherry Lips (Go Baby Go!)» (DJEJ's Go-Go Jam) - 6:13 - European 12" Mushroom/PIAS MUSH101T 1. «Breaking Up the Girl» (Timo Maas remix) - 6:42 2. «Breaking Up the Girl» (Brothers In Rhythm Therapy dub) 8:03 3. «Breaking Up the Girl» (Brothers In Rhythm Therapy mix) 10:44 4. «Breaking Up the Girl» (Timo Maas dub) - 6:42 | - European CD maxi Mushroom/PIAS MUSH101CDM 1. «Breaking Up the Girl» - 3:33 2. «Use Me» - 4:34 3. «Breaking Up the Girl» (Timo Maas remix) - 6:42 4. «Breaking Up the Girl» (Brothers In Rhythm radio edit) 3:52 5. «Breaking Up the Girl» (Video) - European CD single Mushroom/PIAS MUSH101CDSE 1. «Breaking Up the Girl» - 3:33 2. «Breaking Up the Girl» (Timo Maas radio edit) - 3:33 - Australian CD1 FMR MUSH101CDS 1. «Breaking Up the Girl» - 3:33 2. «Candy Says» - 4:03 3. «Confidence» - 3:09 4. «Cherry Lips (Go Baby Go!)» (DJEJ's Go-Go Jam) - 6:13 5. «Breaking Up the Girl» (Video) - Australian CD2 FMR MUSH101CDSX 1. «Breaking Up the Girl» (Acoustic version) - 3:20 2. «Breaking Up the Girl» (Timo Maas remix) - 6:42 3. «Breaking Up the Girl» (Brothers In Rhythm Therapy dub) 8:03 4. «Breaking Up the Girl» (Brothers In Rhythm Therapy mix) 10:44 5. «Breaking Up the Girl» (Timo Maas dub) - 6:42 |

## Posicionamiento
| Año  | Sencillo               | Listas                        | Posición |
| ---- | ---------------------- | ----------------------------- | -------- |
| 2002 | «Breaking Up the Girl» | UK Singles Chart              | #27      |
| 2002 | «Breaking Up the Girl» | Australian ARIA Singles Chart | #19      |

- Datos: Q1467719